# Fentonia sumatrana
Fentonia sumatrana är en fjärilsart som beskrevs av Sergius G. Kiriakoff 1974. Fentonia sumatrana ingår i släktet Fentonia och familjen tandspinnare. Inga underarter finns listade i Catalogue of Life.